# Ectophasia fuscana
Ectophasia fuscana är en tvåvingeart som först beskrevs av Robineau-desvoidy 1863.  Ectophasia fuscana ingår i släktet Ectophasia och familjen parasitflugor.
Artens utbredningsområde är Frankrike. Inga underarter finns listade i Catalogue of Life.